# Muga de Sayago
Muga de Sayago – gmina w Hiszpanii, w prowincji Zamora, w Kastylii i León, o powierzchni 36,42 km². W 2011 roku gmina liczyła 397 mieszkańców.